# داريوس دي. هير
داريوس دي. هير هو محامي وسياسي أمريكي، ولد في 9 يناير 1843 في Adrian, Ohio ‏ في الولايات المتحدة، وتوفي في 10 فبراير 1897 في أوبير ساندوسكي في الولايات المتحدة. نشط حزبياً في الحزب الديمقراطي. وقد انتخب عضو مجلس النواب الأمريكي ‏.